# Charles Blagden
Sir Charles Brian Blagden (n. 17 aprilie 1748, Gloucestershire, Anglia, Regatul Marii Britanii – d. 26 martie 1820, Arcueil, Seine, Franța) a fost un fizician și chimist englez.
A fost și medic-ofițer în cadrul armatei în perioada 1776 - 1780, iar în perioada 1784 - 1797 era secretar al Royal Society.
Sunt celebre studiile sale asupra transpirației prin care a dovedit rolul jucat de acest proces fiziologic în termoreglare.
Alte cercetări au avut ca obiect modificarea punctului de topire al soluțiilor față de al solventului pur, prin care a dovedit corelația acestuia cu concentrația soluției respective (așa-numita lege a lui Blagden pentru scăderea punctului de îngheț).
Pentru rezultatele sale, în 1788 i s-a decernat Medalia Copley, iar în 1792 i-a fost acordat gradul de cavaler.

## Legături externe
- Blagden Papers at the Royal Society
- National Public Radio story about Blagden